# Кирил Стояновски
Кирил Стояновски (на македонска литературна норма: Кирил Стојановски) е югославски партизанин и деец на комунистическата съпротива във Вардарска Македония.

## Биография
Роден е в дебърското село Злести или в Прилеп през 1909 година. В 1942 година е избран за член на Духовния съвет на Скопско-Велешката епархия. Свещеник е в църквата „Св. св. Константин и Елена“ в Скопие. В 1944 година митрополит Софроний Търновски го назначава за председател на временния епархийски духовен съвет, който да управлява епархията от негово име до установяването на нормална църковна власт. На 11 ноември 1943 година става бригаден свещеник на първа македонска ударна бригада. По-късно става член на Религиозното поверенство към Главния щаб на НОВ и ПОМ. Делегат е на Първото заседание на АСНОМ. Председател е на Инициативния комитет за свикване на Първия църковнонароден събор в Скопие на 4 и 5 март 1945 година.